# دیپلو
توماس وسلی پنتز (متولد ۱۰ نوامبر ۱۹۷۸) که با نام حرفه ای دیپلو شناخته می شود، یک دی‌جی، موسیقی‌دان و تهیه کننده موسیقی آمریکایی است. او یکی از خالقان و اعضای اصلی پروژه موسیقی الکترونیک دنس‌هال، میجر لیزر ؛ عضو سوپر گروه LSD به‌همراه لبرینت و سیا ؛ یکی از اعضای همکاری دوتایی الکترونیک Jack Ü به‌همراه اسکریلکس و عضو گروه سلک سیتی به‌همراه مارک رانسون است. او لیبل موسیقی خود به نام مد دیسنت را در سال ۲۰۰۶ تاسیس کرد. آلبوم چندآهنگه او، Revolution، در سال ۲۰۱۳ جایگاه ۶۸ در بیلبورد ۲۰۰ آمریکا را کسب کرد.

## ناشر موسیقی
دیپلو در سال ۲۰۰۵ شرکت مد دیسنت را تاسیس کرد.